# Леясциемская волость
Ле́ясциемская волость (латыш. Lejasciema pagasts) — одна из четырнадцати территориальных единиц Гулбенского края Латвии. Находится на Трапенской равнине Северо-Латвийской низменности в северо-восточной части страны.
Граничит с Белявской, Галгаускской, Тирзской, Лизумской и Ранкской волостями своего края, а также с Вариньской волостью Смилтенского края, Вирешской и Трапенской волостями Апского края, Илзенской и Зелтинской волостями Алуксненского края.
Наиболее крупные населённые пункты Леясциемской волости: Леясциемс (волостной центр), Дуре, Цинци, Чипати, Янужи, Крампани, Килпани, Лапати, Малумуйжа, Салаки, Салмани, Синоле, Умари, Звартави.
По территории волости протекают реки: Цесака, Дзелзупите, Иежупе, Илгупите, Ирбупите, Гауя, Корульупите, Киурга, Лачупите, Линупите, Мудажа, Ниедрупе, Пилупе, Сварбе, Тирза, Тирзиня, Судалиня, Видага, Зеллене.
Крупные водоёмы: Админю, Галгаускас, Мустера, Судалэзерс.
Наивысшая точка: 147.5 м
Национальный состав: 96,1 % — латыши, 2,2 % — русские.
Волость пересекают автомобильные дороги Гулбене — Смилтене и Леясциемс — Алуксне.

## История
В XII веке земли нынешней Леясциемской волости входили в состав исторической области Талава. В дальнейшем они переходили во владения Рижского архиепископа, отходили к Швеции и Российской империи. На территории волости находились 4 поместья — Дурское, Леясмуйжское, Малмуйжское и Синолское и 2 полупоместья — Грабажское и Пиртское.
В 1935 году Леясциемская волость (до 1925 года Лейская волость) занимала площадь 153,2 км², в ней проживало 2026 жителей. До 1939 года Леясциемс имел городской статус (466 жителей).
После Второй мировой войны были организованы 4 колхоза, в дальнейшем подвергшиеся слиянию и образовавшие колхоз «Комунарс» (в 1992 году переименован в акционерное общество «Леясциемс» и ликвидированный в 1996 году). В 1950—1992 годах существовал также колхоз «Райнис».
В 1945 году волость состояла из Леясциемского, Амшского и Судалского сельских советов. В 1954 году к Леясциемскому сельсовету был присоединён Судальский сельсовет, в 1962 году — Дурский, в 1977 году — часть Синолского сельсовета.
В 1990 году Леясциемский сельсовет был реорганизован в волость. В 2009 году, по окончании латвийской административно-территориальной реформы, Леясциемская волость вошла в состав Гулбенского края.
На сегодняшний день в волости находятся 9 экономически активных предприятия, Леясциемская средняя школа, дошкольно-образовательное учреждение, 3 библиотеки, 2 дома культуры (в Леясциемсе и Синоле), Леясциемский центр сельского туризма, сохранения культурно-исторического наследия и традиций, Леясциемская эстрада, врачебная практика, аптека, фельдшерский и акушерский пункт в Синоле, 3 почтовых отделения.

## Известные люди
- Зента Мауриня (1897—1978) — писательница
- Карлис Себрис (1914—2009) — актёр